# Sparkassen Giro Bochum

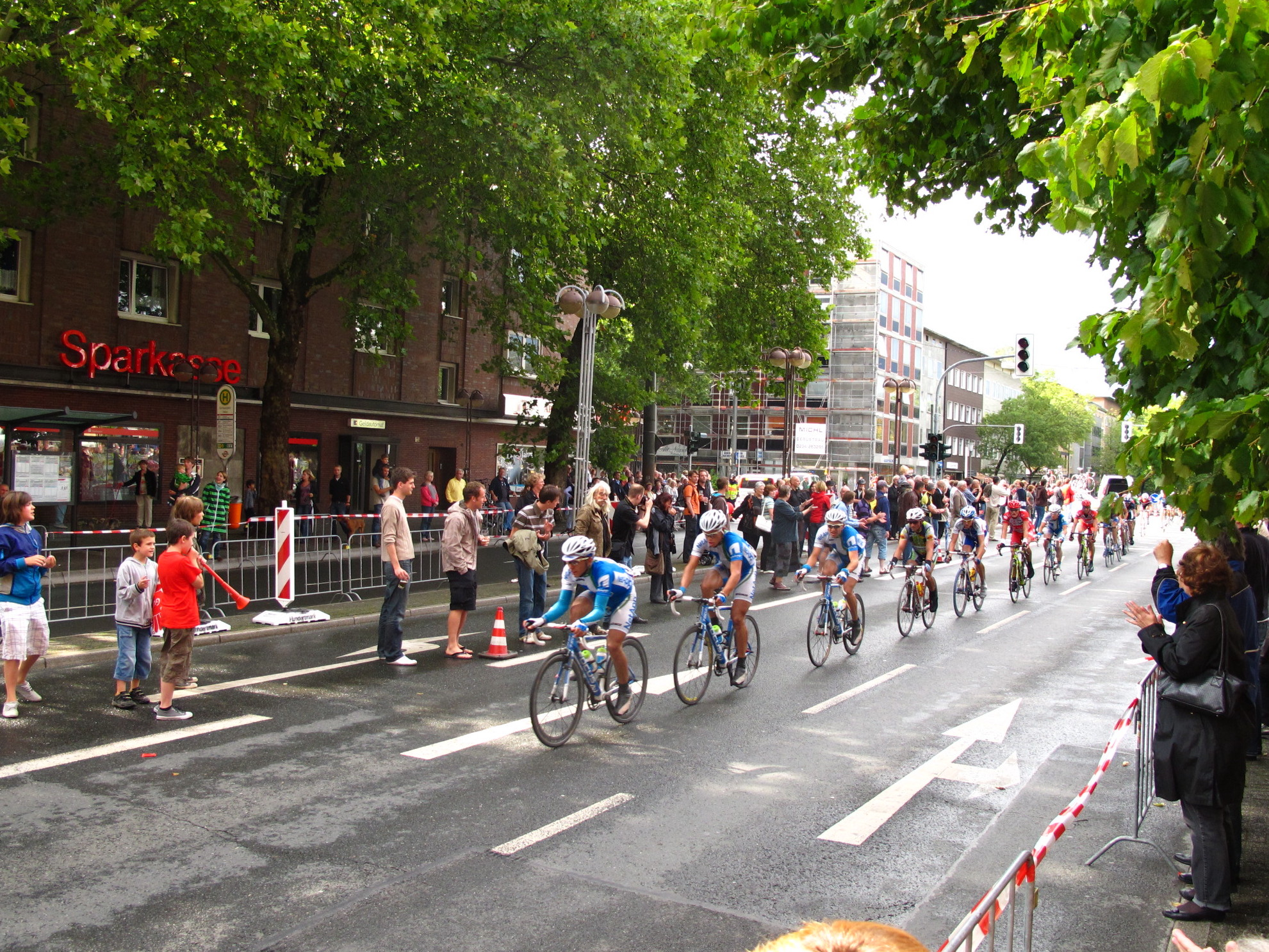
Passaggio del gruppo durante l'edizione 2010

Lo Sparkassen Giro Bochum (it.: Giro di Bochum) era una corsa in linea di ciclismo su strada maschile che si svolgeva ogni luglio a Bochum, in Germania. Tenutosi per la prima volta nel 1998, dal 2005 al 2011 fece parte del calendario dell'UCI Europe Tour come prova di classe 1.1; dal 2006 al 2009 fu inserito anche parte anche nel programma della Coppa di Germania.
Il Giro veniva corso il secondo fine settimana dopo la fine del Tour de France su un circuito di 14,6 km da percorrere dodici volte.

## Albo d'oro
Aggiornato all'edizione 2011.
| Anno | Vincitore            | Secondo            | Terzo             |
| ---- | -------------------- | ------------------ | ----------------- |
| 1998 | Jan Ullrich          | Grischa Niermann   | Roberto Lochowski |
| 1999 | Erik Zabel           | Dirk Müller        | Fabien De Waele   |
| 2000 | Jans Koerts          | Stuart O'Grady     | Nico Eeckhout     |
| 2001 | Gianluca Bortolami   | Mauro Radaelli     | Karsten Kroon     |
| 2002 | Frédéric Amorison    | Jørgen Bo Petersen | Jans Koerts       |
| 2003 | Rolf Aldag           | René Jørgensen     | Lubor Tesar       |
| 2004 | David Kopp           | Lubor Tesař        | Corey Sweet       |
| 2005 | Lubor Tesař          | Marcel Sieberg     | Fabian Wegmann    |
| 2006 | Jens Voigt           | André Korff        | Erik Zabel        |
| 2007 | Andy Cappelle        | Tom Stamsnijder    | Bert Grabsch      |
| 2008 | Eric Baumann         | Christian Knees    | Marcel Sieberg    |
| 2009 | Mark Cavendish       | Gerald Ciolek      | Andreas Stauff    |
| 2010 | Niki Terpstra        | Guillaume Boivin   | André Greipel     |
| 2011 | Pieter Vanspeybrouck | Grischa Janorschke | Andreas Stauff    |